# Nederlandsche Etsclub
De Nederlandsche Etsclub (1885-1896) was een Nederlandse vereniging van grafische kunstenaars, die in navolging van de Haagse Etsclub (1848-1860) en de Société des Aquafortistes (1862) in Frankrijk in 1885 werd opgericht. Doel van de vereniging was de etstechniek opnieuw onder de aandacht te brengen. Ze deed dat door middel van het uitbrengen van jaarlijkse grafiekmappen.

## Oprichting
Voorzitter van de vereniging was Antoon Derkinderen (1859-1925). De drijvende krachten achter De Nederlandsche Etsclub waren Jan Veth (1864-1925) als secretaris en Willem Witsen (1860-1923) als vicevoorzitter en penningmeester. Het buitenhuis van de familie Witsen, de Ewijkshoeve in Baarn, was een belangrijke ontmoetingsplaats voor kunstenaars en vrienden. Nadat Witsen vijf jaar bij professor Allebé aan de Rijksacademie had geschilderd en in oktober 1881 naar Antwerpen was verhuisd, maakte hij daar kennis met de Belgische variant van de Société d’aquafortistes in Fankfrijk.

## Portefeuilles en tentoonstellingen

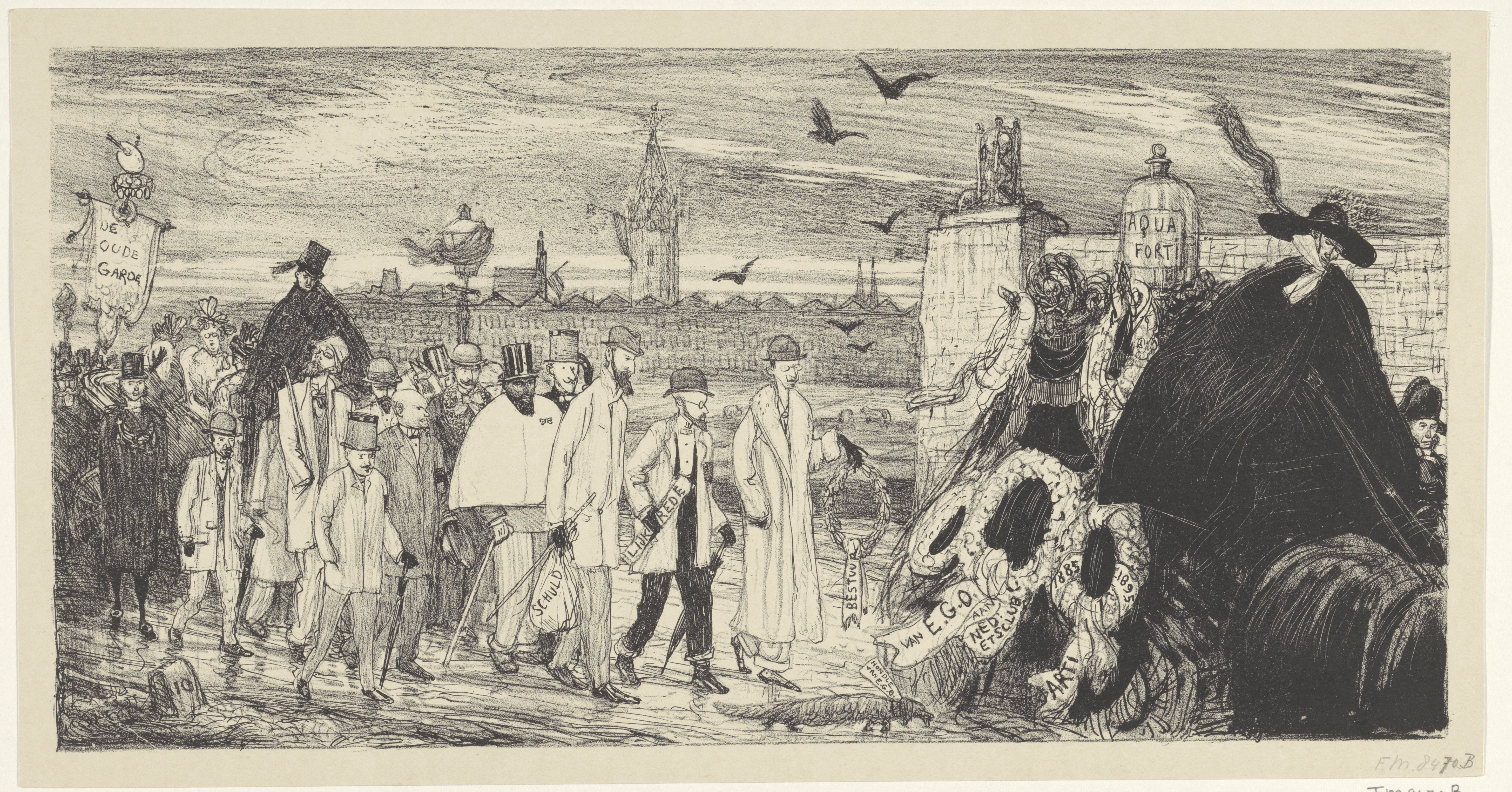
Marius Bauer: Spotprent waarin de Nederlandsche Etsclub ten grave wordt gedrage (gepubliceerd als bijvoegsel van 'De Kroniek' van 19 januari 1896).

Het belangrijkste resultaat van De Nederlandse Etsclub was de jaarlijkse uitgave van een portefeuille met etsen, gemiddeld zo’n twaalf in aantal. De portefeuilles van De Nederlandse Etsclub bevatten uitsluitend werk van leden. De eerste portefeuille verscheen in 1886, de negende en laatste in 1895; in 1894 was er geen verschenen. In totaal bevatten deze portefeuilles samen precies 100 bladen. In totaal hebben 28 verschillende grafici aan de mappen werk bijgedragen, maar deze bijdrages waren niet allemaal gelijk in aantal. Het merendeel is gemaakt door een kleine groep, waarvan de belangrijkste kunstenaars zijn: Marius Bauer, Hendrik Haverman, Barbara Elisabeth van Houten, Eduard Karsen, Floris Verster, Jan Veth, Willem Witsen, Phillipe Zilcken en Willem de Zwart.
De uitgave van een portefeuille werd meestal gevolgd door een tentoonstelling, afwisselend in Amsterdam en Den Haag. Op deze tentoonstellingen werd ook aandacht besteed aan het werk van niet-leden, onder wie vele vooraanstaande Engelse, Duitse en Franse grafici. Het werk van Odilon Redon was er te zien, evenals dat van Edgar Degas, Félicien Rops, Camille Pissarro, James McNeill Whistler en vele anderen.
De Etsclub hief zichzelf op op 13 januari 1896.